# Helmbrechts

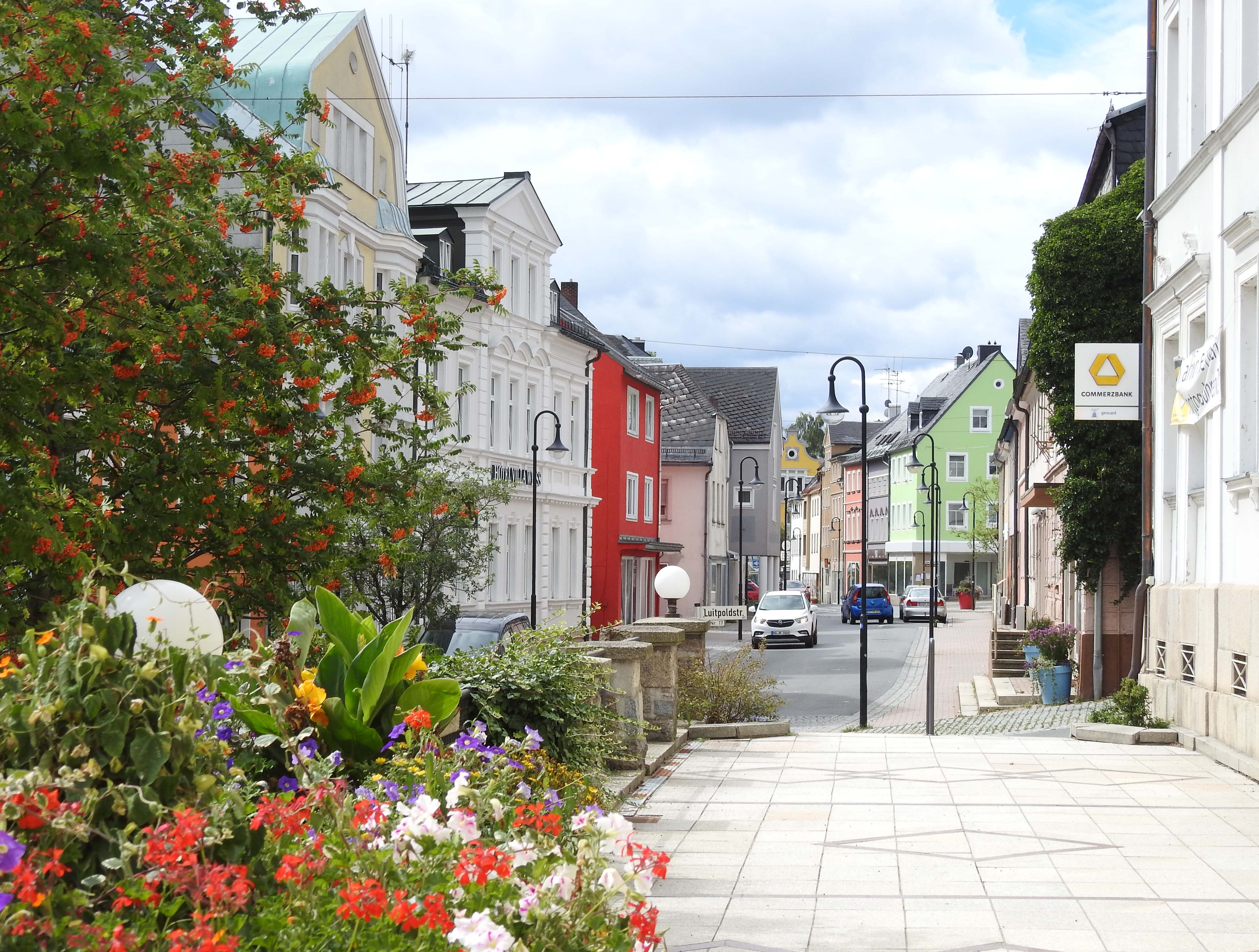
De Luitpoldstraße in het stadscentrum

Helmbrechts is een gemeente in de Duitse deelstaat Beieren, gelegen in het Landkreis Hof. De stad telt 8.454 inwoners.

## Geografie
Helmbrechts heeft een oppervlakte van 58,66 km² en ligt in het Frankenwald. De dichtstbij gelegen wat grotere stad is Hof, circa 17 km ten noordoosten van Helmbrechts.

### Buurgemeentes
- In het westen: Grafengehaig
- In het noordwesten: Schwarzenbach am Wald
- In het noorden: Schauenstein en verderop Selbitz
- In het noordoosten: Leupoldsgrün
- In het zuidoosten, voorbij de A9: Münchberg
- In het zuiden: Stammbach (afstand ca. 15 km)
- In het zuidwesten: Marktleugast

## Delen van de gemeente
Helmbrechts bestaat officieel uit 40  Gemeindeteile:
- De hoofdplaats Helmbrechts
- Het parochiedorp Wüstenselbitz, 3 km ten zuidwesten van Helmbrechts
- De 18 dorpen zonder eigen kerkgebouw  Almbranz, Baiergrün, Bärenbrunn, Burkersreuth, Dreschersreuth, Edlendorf, Gösmes, Kleinschwarzenbach, Kollerhammer, Lehsten, Oberweißenbach, Ochsenbrunn, Ort, Ottengrün, Stechera, Suttenbach, Taubaldsmühle en Unterweißenbach
- De voormalige Markt Enchenreuth
- De 10 gehuchten Altsuttenbach, Buckenreuth, Einzigenhöfen, Geigersmühle, Günthersdorf, Hohberg, Kriegsreuth, Oberbrumberg, Rappetenreuth en Unterbrumberg
- De 9 Einöden[2]  Absang, Bischofsmühle, Bühl, Hampelhof, Hopfenmühle, Ottengrünereinzel, Rauhenberg, Schlegelmühle en Zimmermühle.

## Infrastructuur

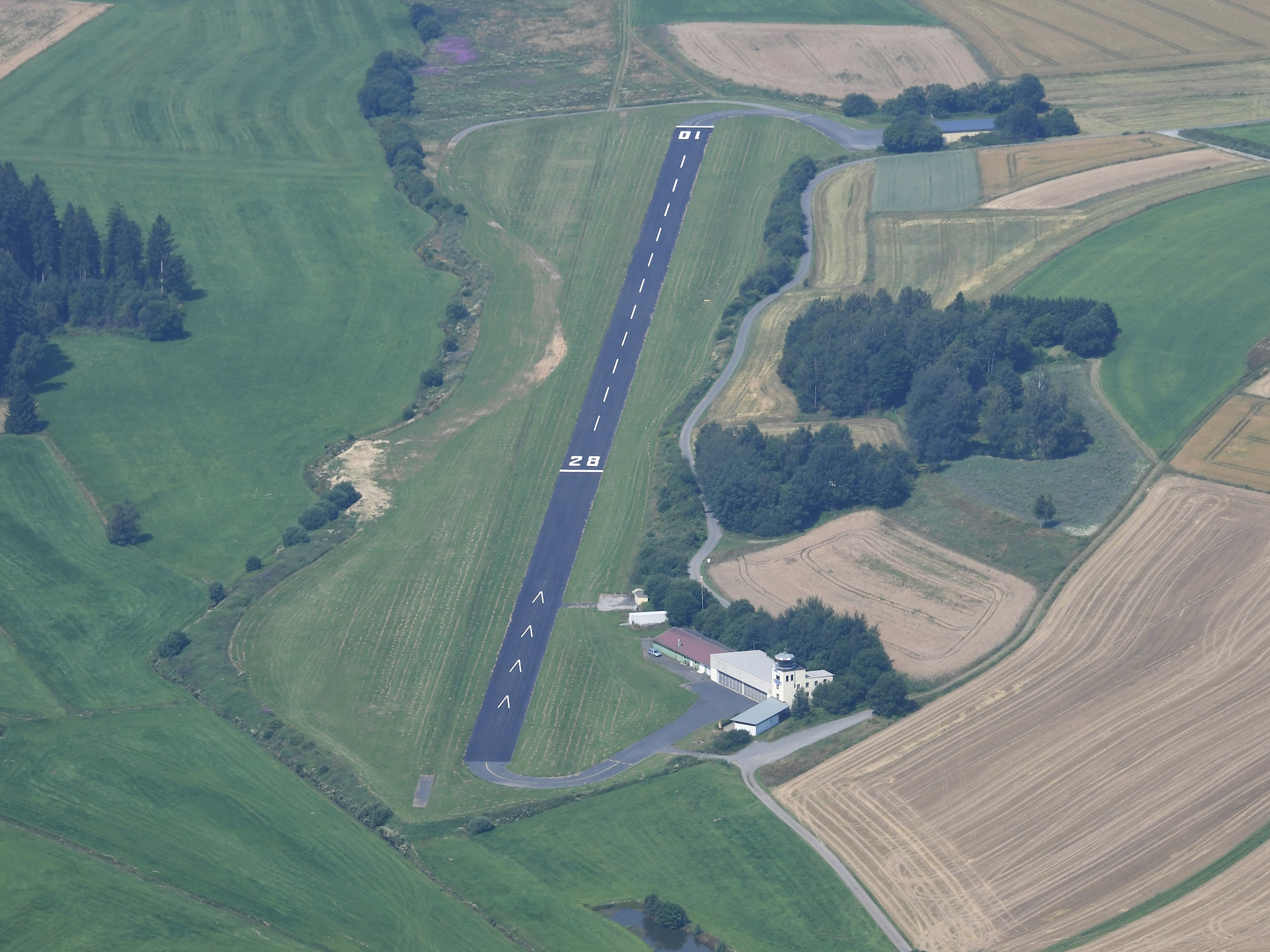
Vliegveld Ottengrüner Heide
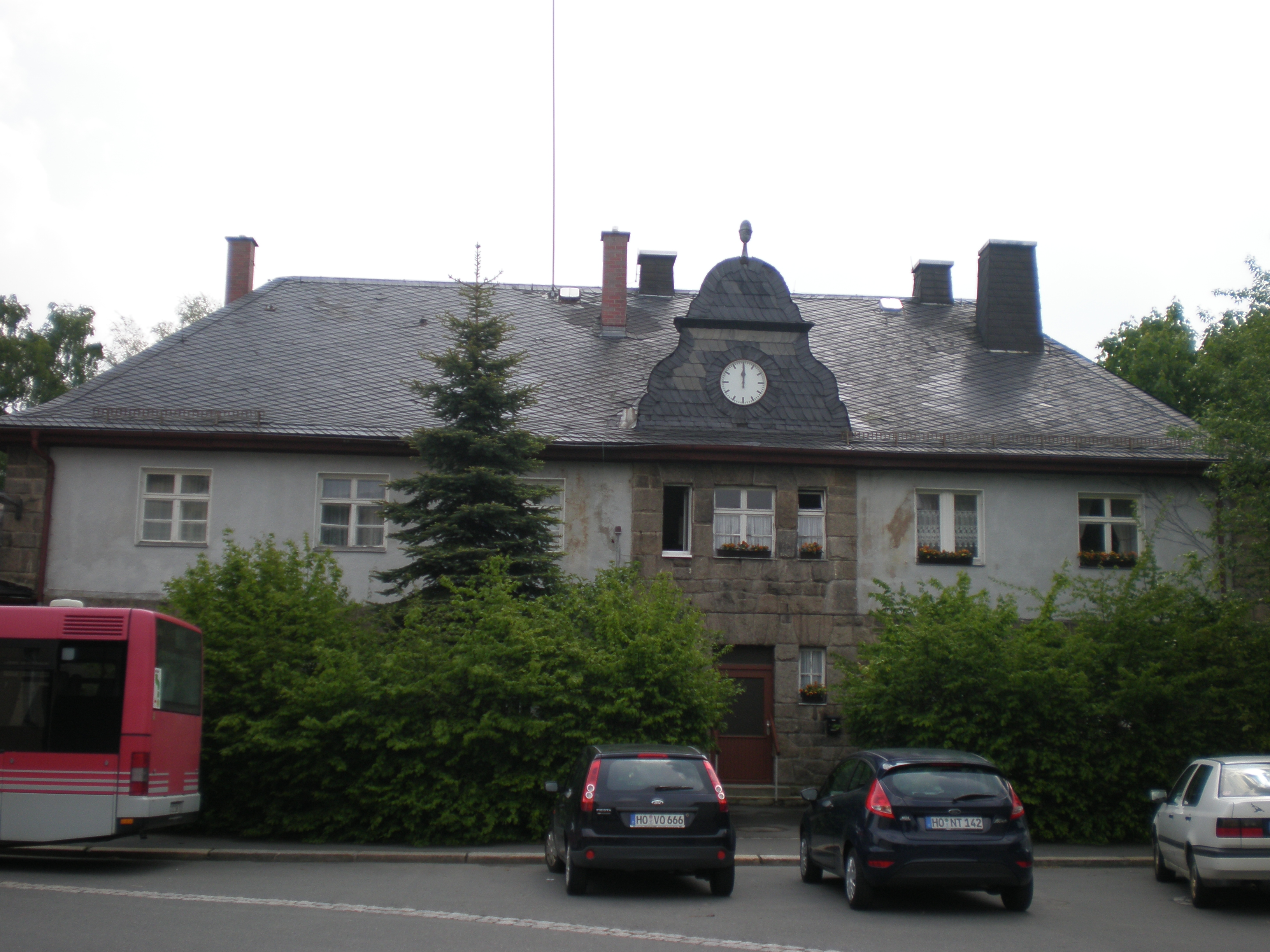
Stationsgebouw

Helmbrechts ligt dicht bij afritten 35 en 36 (Münchberg) van de Autobahn A9. Met afrit 35 bestaat in de vorm van Staatsstraße 2194 een directe wegverbinding ( bijna 6 km afstand).
Helmbrechts is eindstation van een 9 km lang spoorlijntje naar Münchberg. Op dinsdag, donderdag en vrijdag 6 x, en op woensdagochtend 3 x, rijdt een buurtbus (CityBus) door het stadje. Ander openbaar vervoer is te verwaarlozen.
Het stadje heeft sinds 1957 een klein vliegveld (Ottengrüner Heide). Het wordt vooral voor sport- en hobbyvluchten gebruikt. De  vliegsport, niet alleen zweefvliegen, maar ook het als sport vliegen met kleine gemotoriseerde vliegtuigen,  is hier zeer populair.
De ICAO-code van Sonderlandeplatz Ottengrüner Heide luidt EDQO. De geografische coördinaten	zijn:  50° 13′ 33″ noorderbreedte en  11° 43′ 57″ oosterlengte. Het ligt op een hoogte van 573 meter (1.880 ft) boven zeeniveau. 
Het vliegveldje ligt 1 km ten zuidoosten van het stadje Helmbrechts. Het heeft twee korte, in elkaars verlengde liggende, geasfalteerde start- en landingsbanen die allebei 13 meter breed zijn en een lengte van respectievelijk 650 en 390 meter hebben.

## Economie
Helmbrechts was sinds de late 18e eeuw een centrum van de textielindustrie. Van de oorspronkelijk 90 fabrieken en ateliers is ondanks de krimp vanwege concurrentie uit lagelonenlanden  nog een klein aantal overgebleven. Daarmee is de textielbranche tot op heden de belangrijkste pijler van de lokale economie gebleven.

## Geschiedenis
In 1232 wordt Helmbrechts voor het eerst in een document vermeld. In 1422 verkreeg het het stadsrecht van burggraaf Frederik V van de Rijksstad Neurenberg. 
In 1844 werd Helmbrechts door een stadsbrand grotendeels verwoest en daarna weer opgebouwd. Andere grote branden waren er in 1726, 1733 en 1871.

### Nazi-periode(1933-1945)

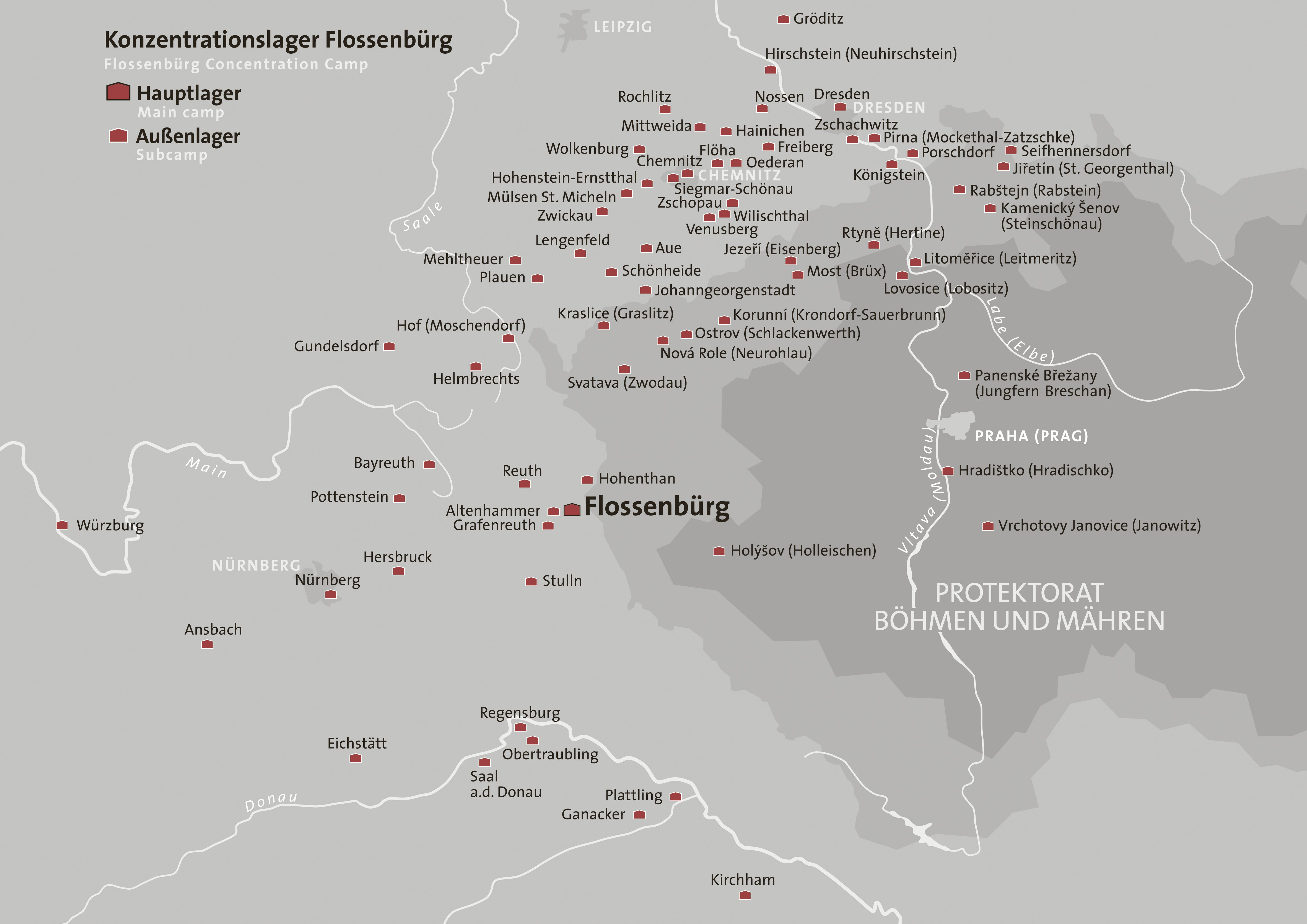
Locaties KZ Flossenbürg en zijn buitenkampen (Außenlager)
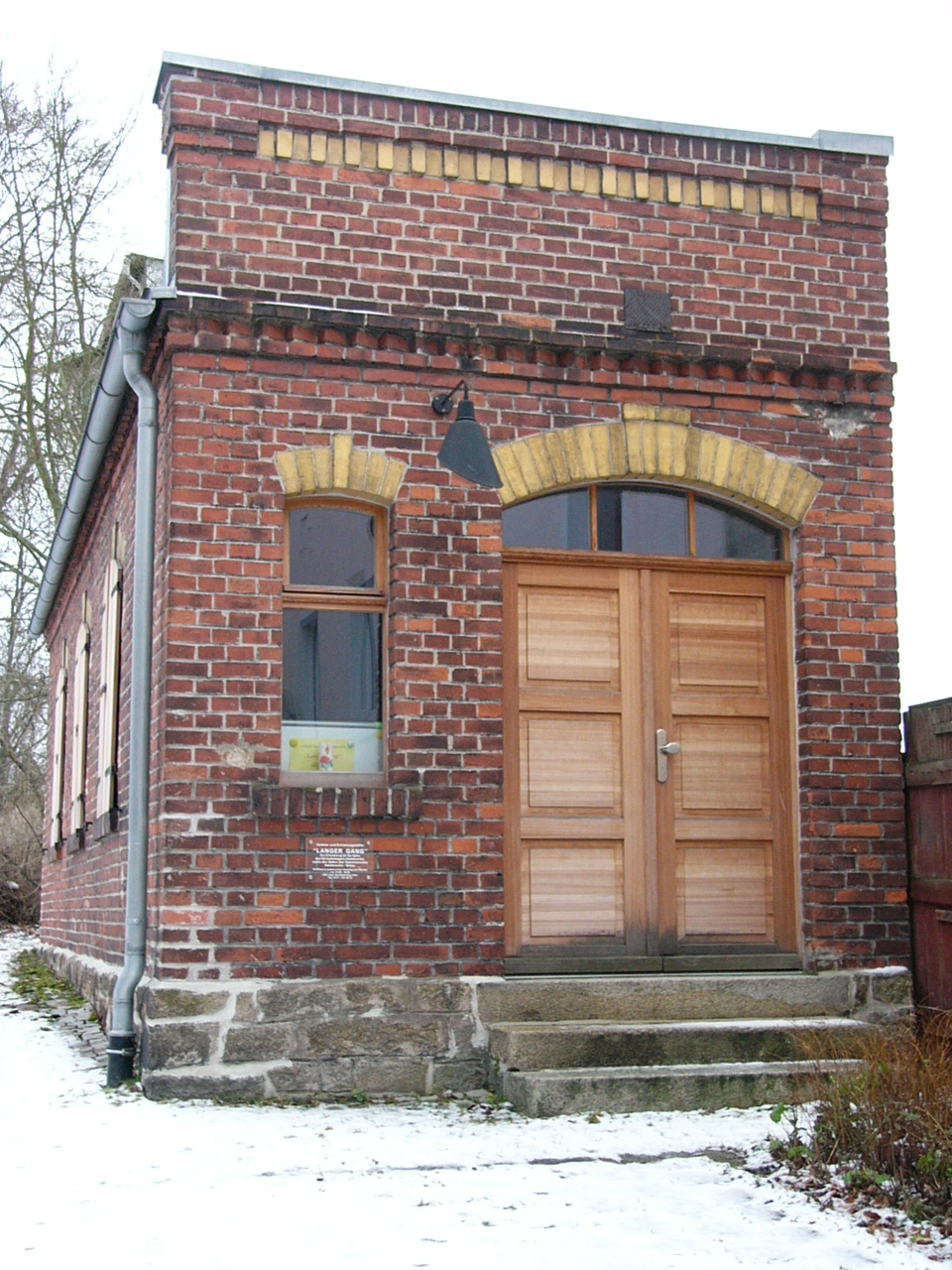
Gedenkplaats Langer Gang

Helmbrechts werd in 1944 berucht, omdat hier door de SS een berucht concentratiekamp werd opgericht. Vooral vrouwen moesten hier dwangarbeid verrichten. Het was een buitenkamp van concentratiekamp Flossenbürg. In april 1945 werden de gevangenen gedwongen geëvacueerd, omdat troepen van de geallieerden tijdens hun opmars de streek naderden. Meer dan 1.100 vrouwen werden op een dodenmars met Dachau als geplande eindbestemming gestuurd, die de gevangenen tot diep op Tsjechisch grondgebied bracht, en voor sommigen op 4 mei 1945 te Svatava (Zwodau) en voor anderen pas op 6 mei, de dag van de bevrijding, te Prachatice eindigde. De meeste, door uitputting en ondervoeding reeds erg verzwakte, gevangenen overleefden deze tocht van meer dan 200 km door bergachtig terrein in voor de tijd van het jaar erg koud weer niet. De belangrijkste gedenkplaats voor de slachtoffers van deze dodenmars (Langer Gang) staat te Schwarzenbach an der Saale.
Voor een indringende beschrijving van dit kamp, de dodenmars en de beruchte kampcommandant, Alois Dörr, zie op de Duitse Wikipedia: KZ-Außenlager Helmbrechts.

## Bezienswaardigheden

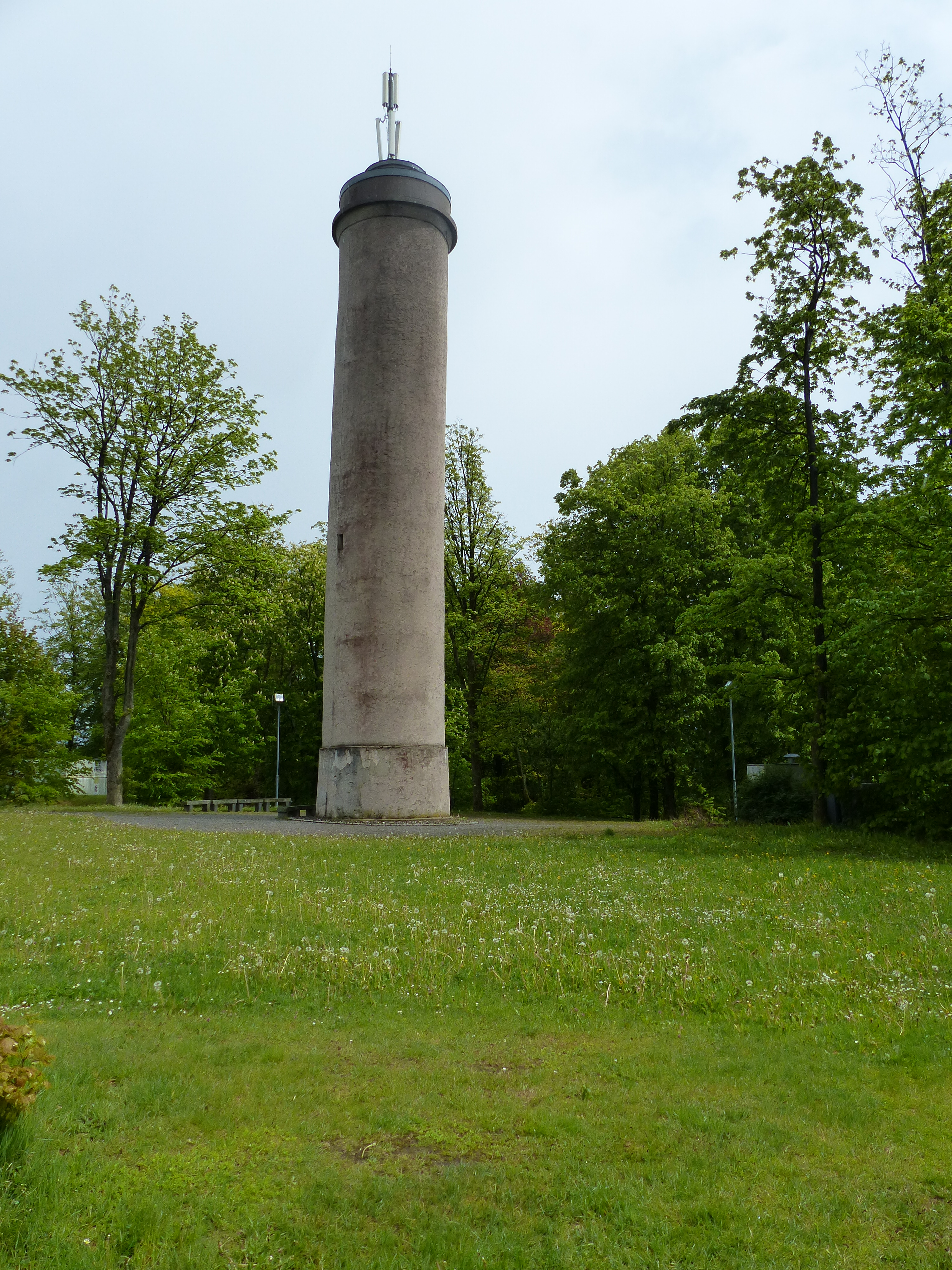
Uitzichttoren op de Kirchberg
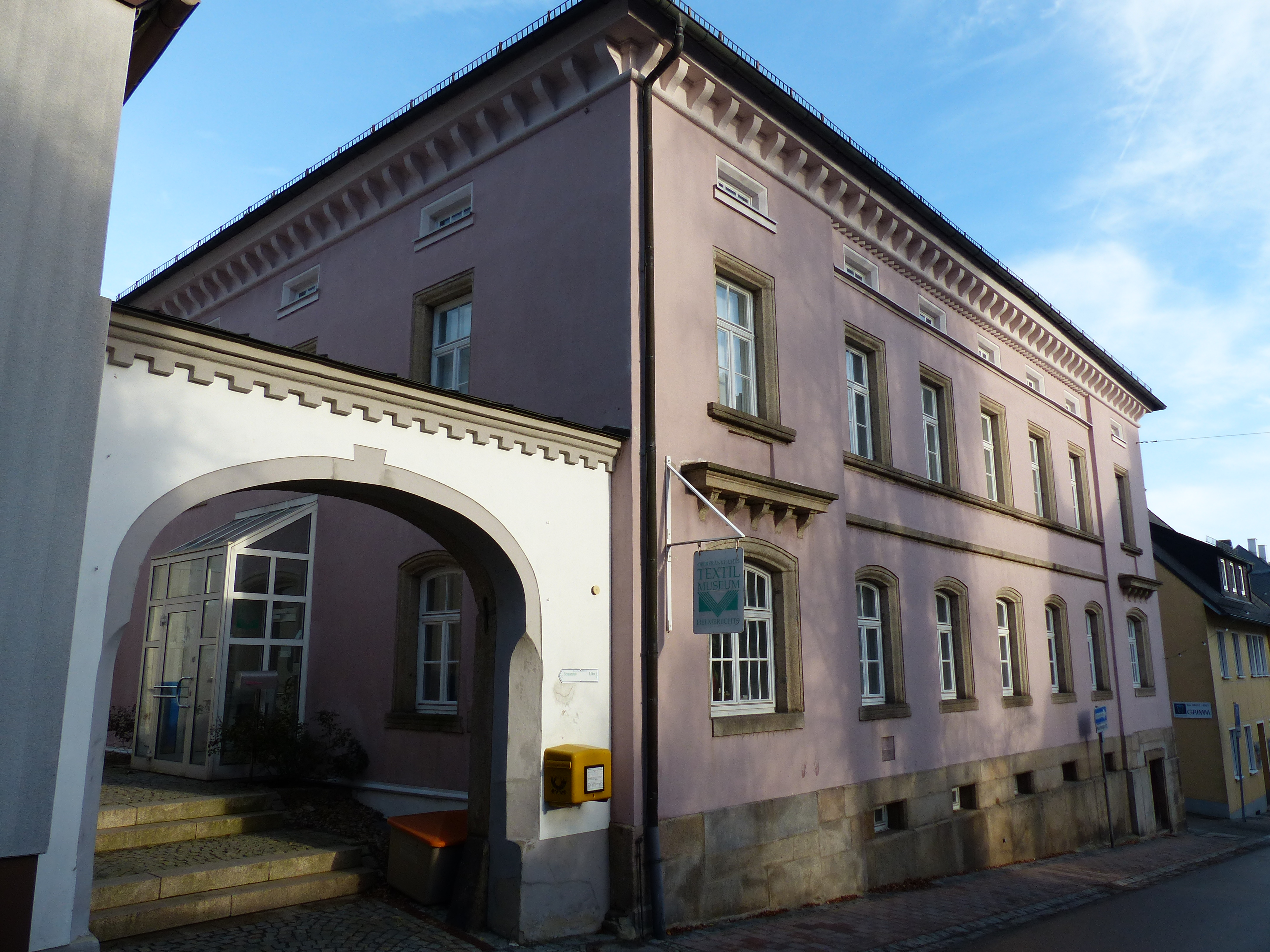
Textielmuseum
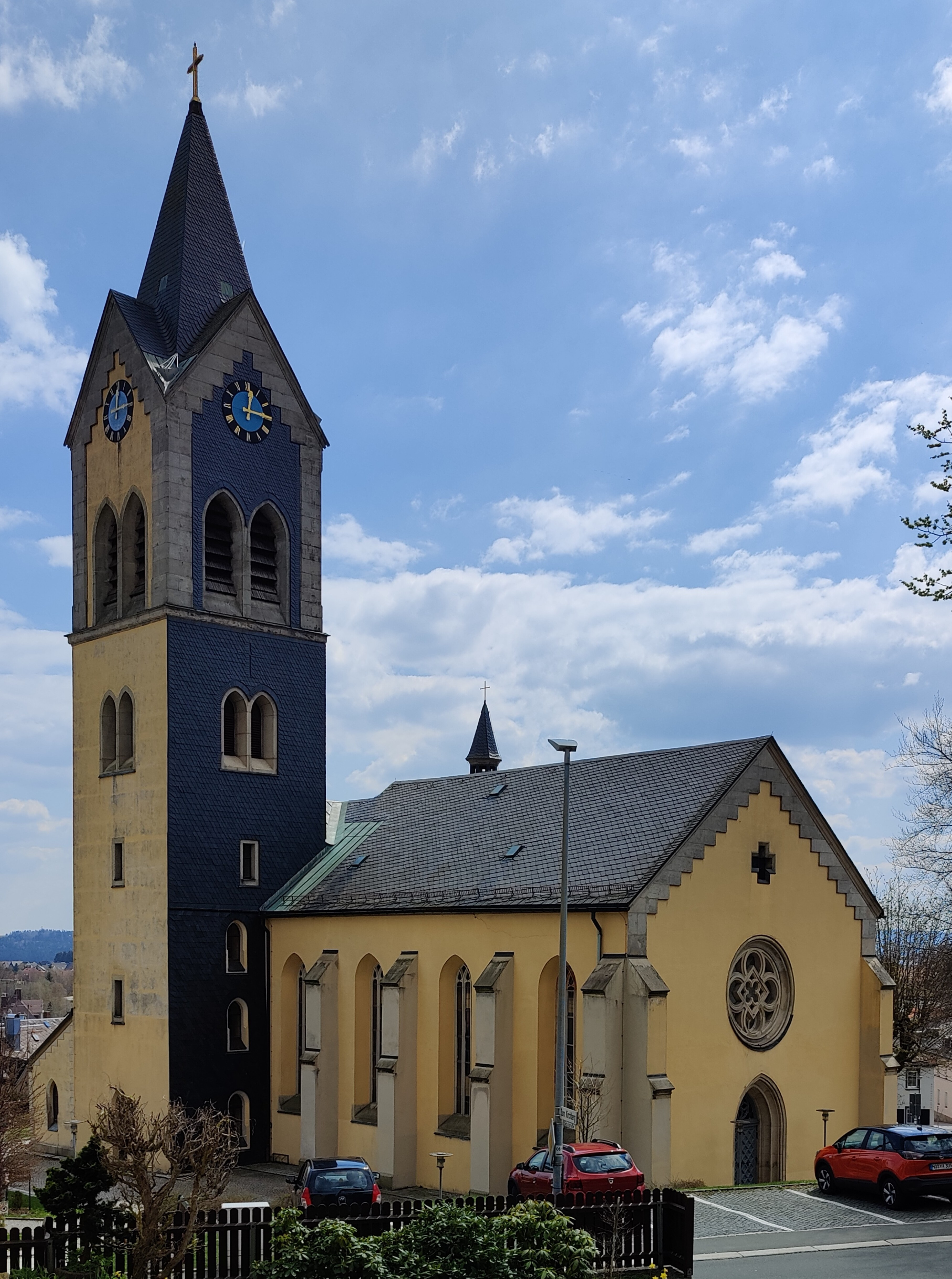
Evang.-lutherse Johannes-de-Doperkerk, Helmbrechts
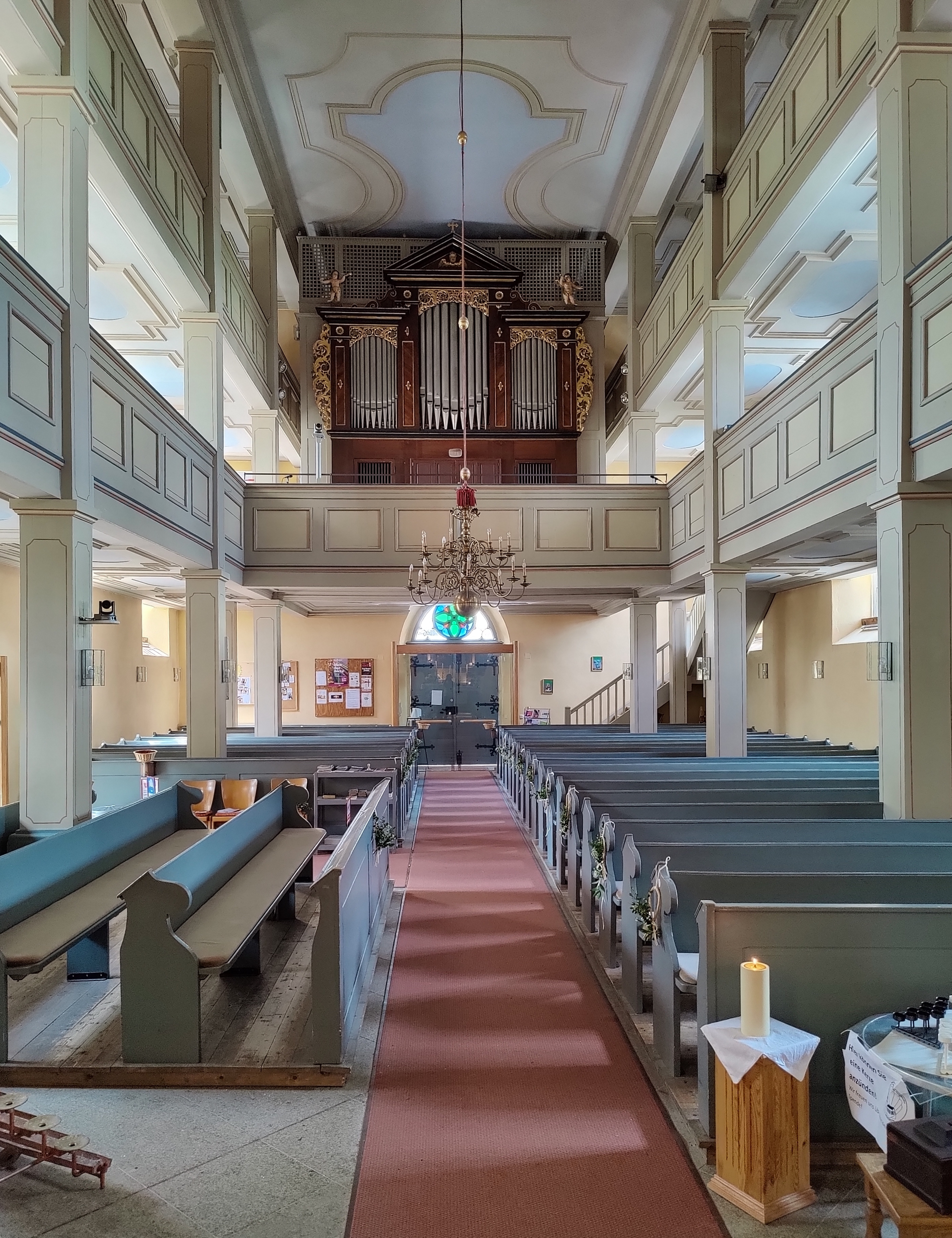
Interieur van deze kerk
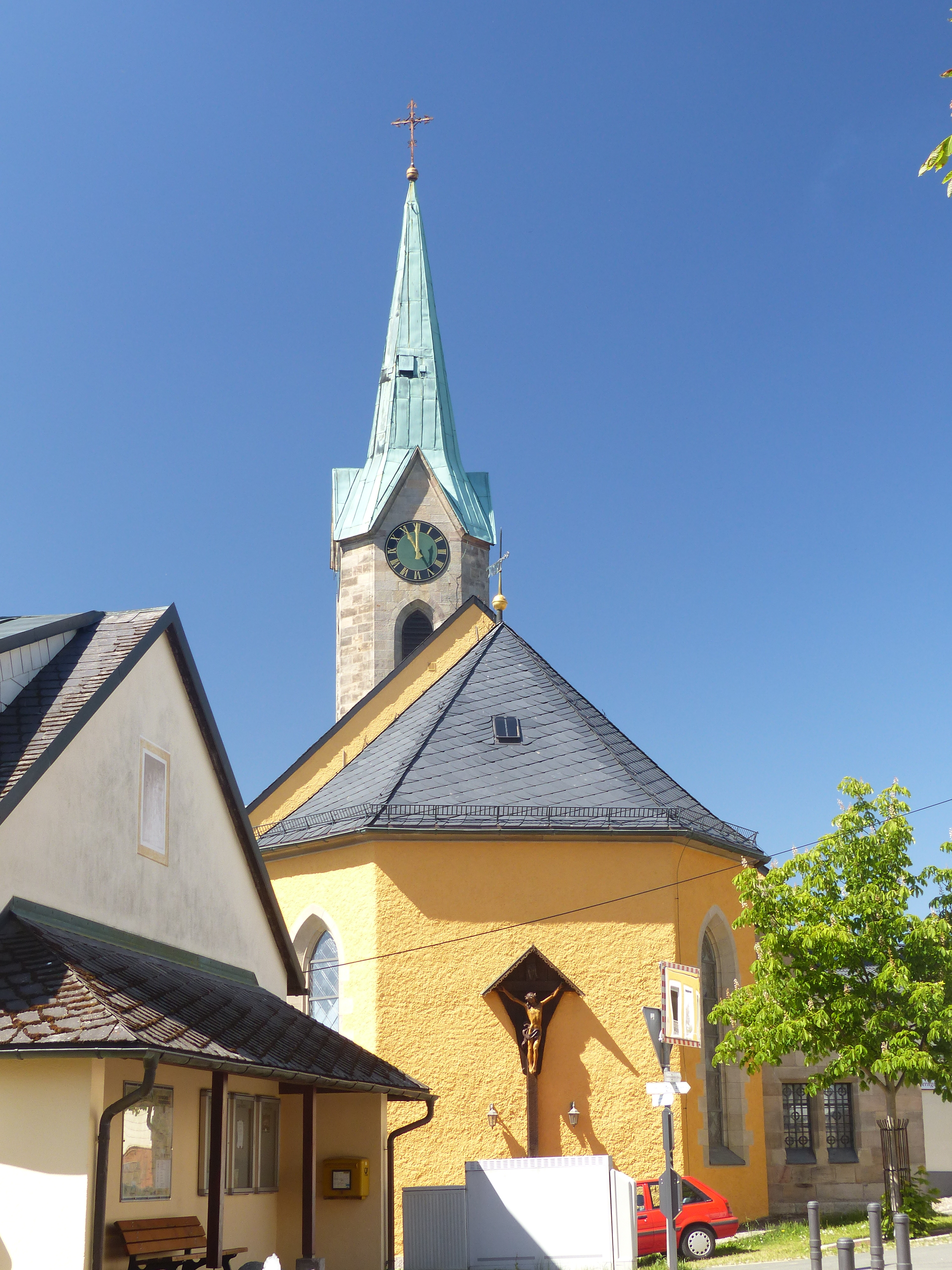
R.K. kerkje St. Jacobus de Meerdere, Enchenreuth
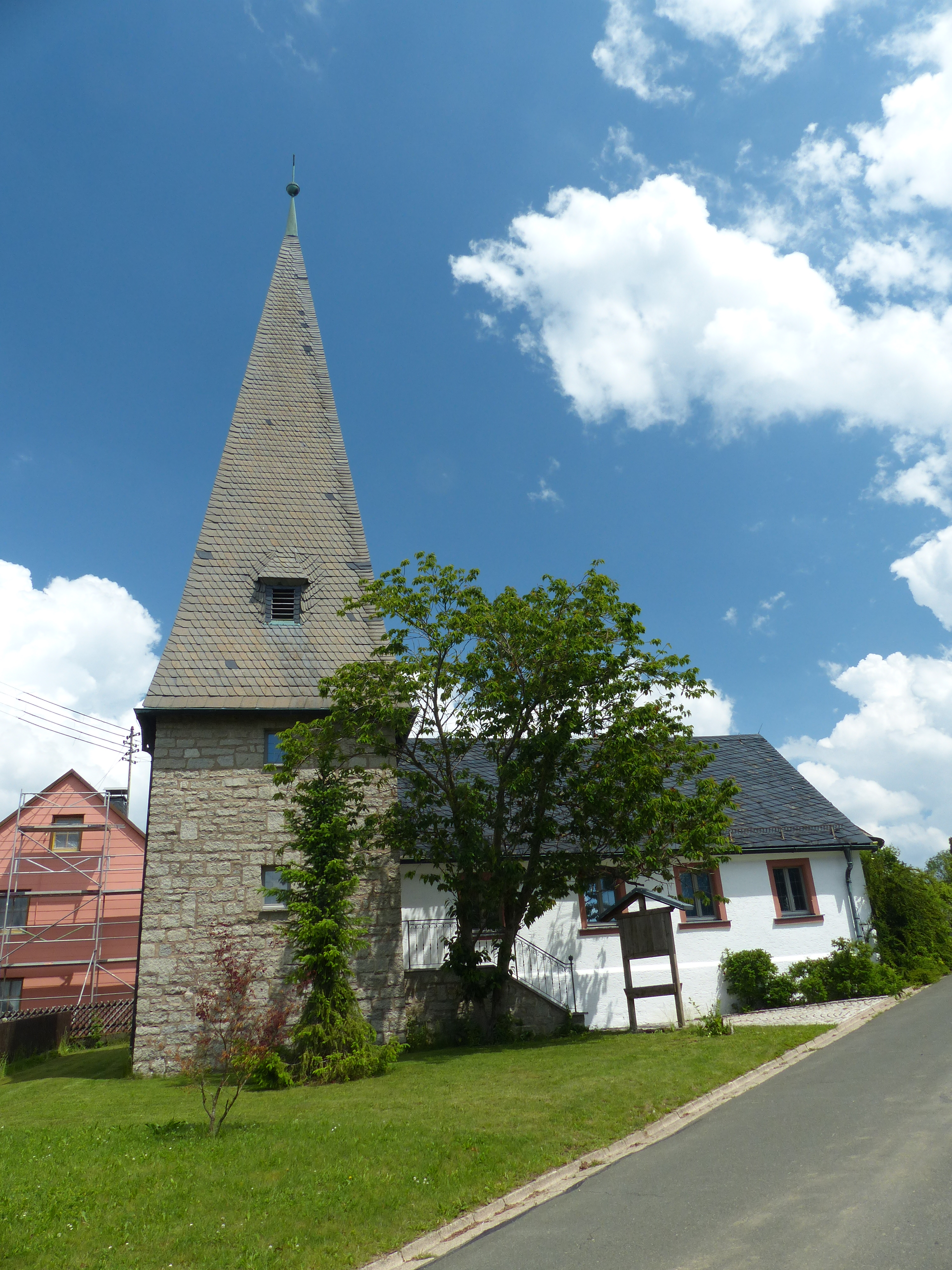
Evang.-lutherse Christuskapel, Gösmes
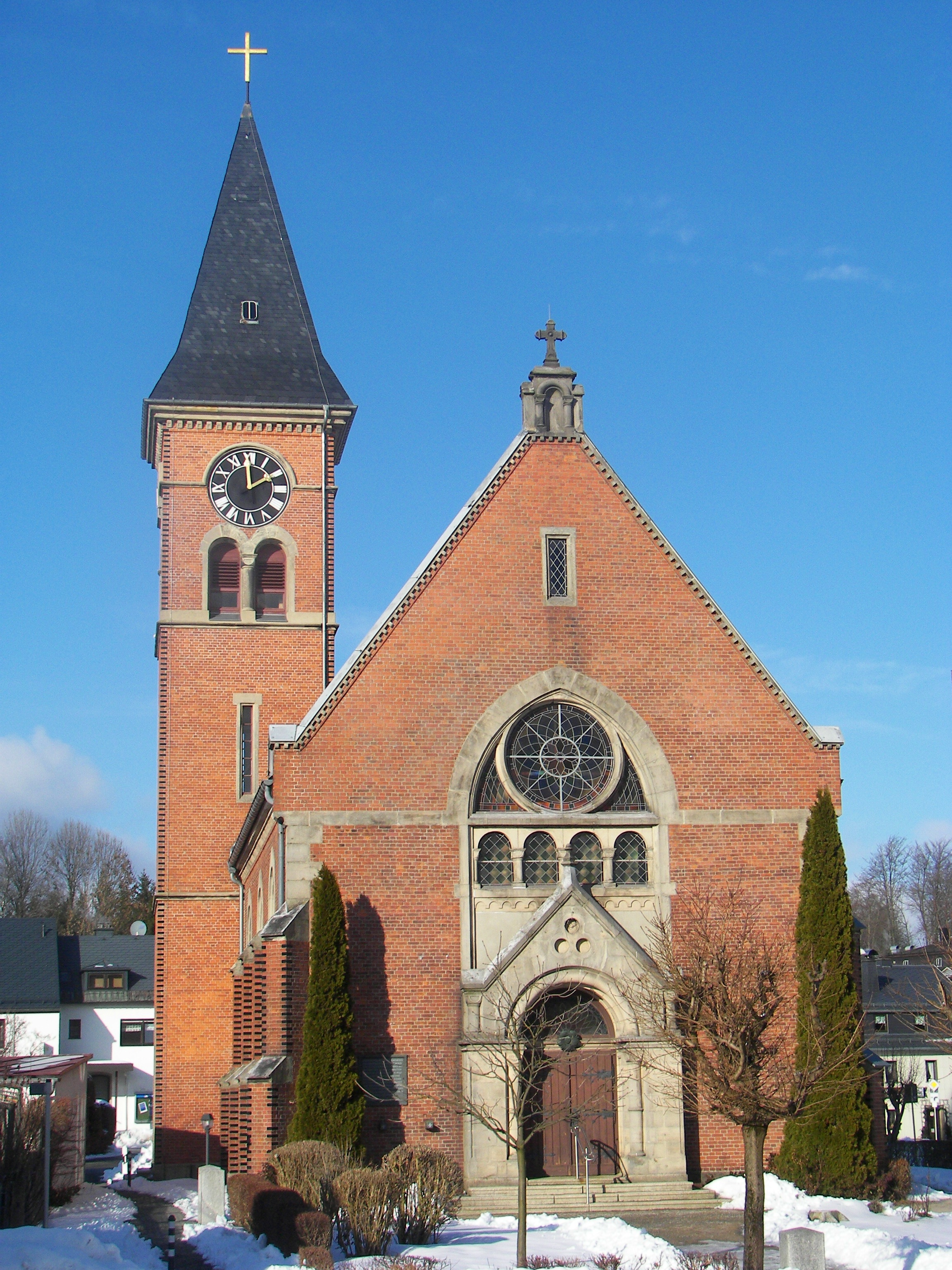
Evang.-lutherse Maarten-Luther-kerk in Wüstenselbitz (1901)

- Het natuurschoon van het omliggende Frankenwald
- Outdoor-activiteitencentrum Outdoor Parc Frankenwald met klimwand, mogelijkheden tot mountainbiken, in de winter schaatsen, enz., direct ten noordoosten van de stad
- De fraaie uitzichten vanaf de 678 m hoge Kirchberg ten noorden van de stad
- Het Oberfrankische Textielmuseum in de stad
- Kerkgebouwen:
  - De evang.-lutherse Johannes-de-Doperkerk te Helmbrechts dateert van 1850. Het godshuis heeft een monumentaal interieur en een kerkorgel uit 1975.
  - Kerkje St. Jacobus de Meerdere, Enchenreuth (1885) met fraaie collectie Prozessionsstangen (heiligenbeelden op een hoge stok om tijdens een processie rond te dragen)
  - Evang.-lutherse Christuskapel, Gösmes: Een arbeidersfamilie liet de kerk kort na de Tweede Wereldoorlog haar huisje na, om het tot kapel te verbouwen.

## Partnergemeentes
Er bestaan jumelages met Gilgenberg am Weilhart in Oostenrijk en met Volary in Tsjechië.
Bad Steben ·
Berg ·
Döhlau ·
Feilitzsch ·
Gattendorf ·
Geroldsgrün ·
Helmbrechts ·
Issigau ·
Köditz ·
Konradsreuth ·
Leupoldsgrün ·
Lichtenberg ·
Münchberg ·
Naila ·
Oberkotzau ·
Regnitzlosau ·
Rehau ·
Schauenstein ·
Schwarzenbach a.Wald ·
Schwarzenbach a.d.Saale ·
Selbitz ·
Sparneck ·
Stammbach ·
Töpen ·
Trogen ·
Weißdorf ·
Zell